# Paracaristius maderensis
Paracaristius maderensis är en fiskart som först beskrevs av Maul, 1949.  Paracaristius maderensis ingår i släktet Paracaristius och familjen Caristiidae. Inga underarter finns listade i Catalogue of Life.